# Nishy Lee Lindo
Nishy Lee Lindo Álvarez (30 de noviembre de 2002) es una deportista costarricense que compite en taekwondo. Ganó una medalla de bronce en los Juegos Panamericanos de 2019 en la categoría de –57 kg.

## Palmarés internacional
| Juegos Panamericanos | Juegos Panamericanos | Juegos Panamericanos | Juegos Panamericanos |
| Año                  | Lugar                | Medalla              | Categoría            |
| -------------------- | -------------------- | -------------------- | -------------------- |
| 2019                 | Lima (Perú)          | Medalla de bronce    | –57 kg               |